# دوري البطولة الإنجليزية 1947
دوري البطولة الإنجليزية 1947 (بالفنلندية: Jalkapallon suomenmestaruuskilpailut 1947) هو الموسم 38 من دوري البطولة الإنجليزية ‏. أشرف على تنظيمه اتحاد فنلندا لكرة القدم، وكان عدد الأندية المشاركة فيه 8، وفاز فيه اتش آي اف كي.